# جیائوزی
جیائوزی (به چینی: 饺子 Jiaozi) یا مانتی چینی (به انگلیسی: Chinese Dumplings) یا به زبان ژاپنی گیوزا (به ژاپنی: 餃子 ギョウザ gyōza)، نوعی غذاست که آرد گندم و آب در آن به صورت خمیر درآمده و بعد از نازک شدن توسط وردنه به عنوان پوشش موادی مانند گوشت، میگو، سبزیجات استفاده می‌شود. مواد پس از پیچانده شدن در خمیر به وسیلهٔ آب‌پز کردن، سرخ کردن، روغن پزی عمیق یا بخارپز کردن پخت می‌شوند. در کشور چین مواد اصلی جیائوزی را گوشت خوک و کاهوی چینی تشکیل می‌دهد. همچنین موادی مانند گوشت گاو، گوشت گوسفند، گوشت خر، ماهی، میگو، شی‌تاکه (نوعی قارچ)، تره، گشنیز، کلم‌برگ و توفو (فراورده سویا) برای پر کردن درون جیائوزی بکار برده می‌شود.

## نگارخانه

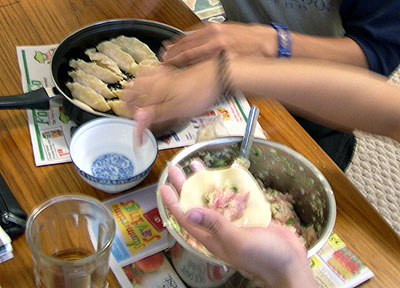
طرز پیچاندن
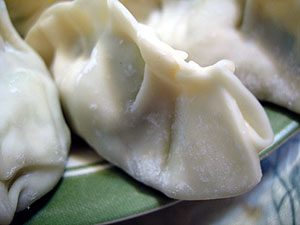
به‌صورت خام
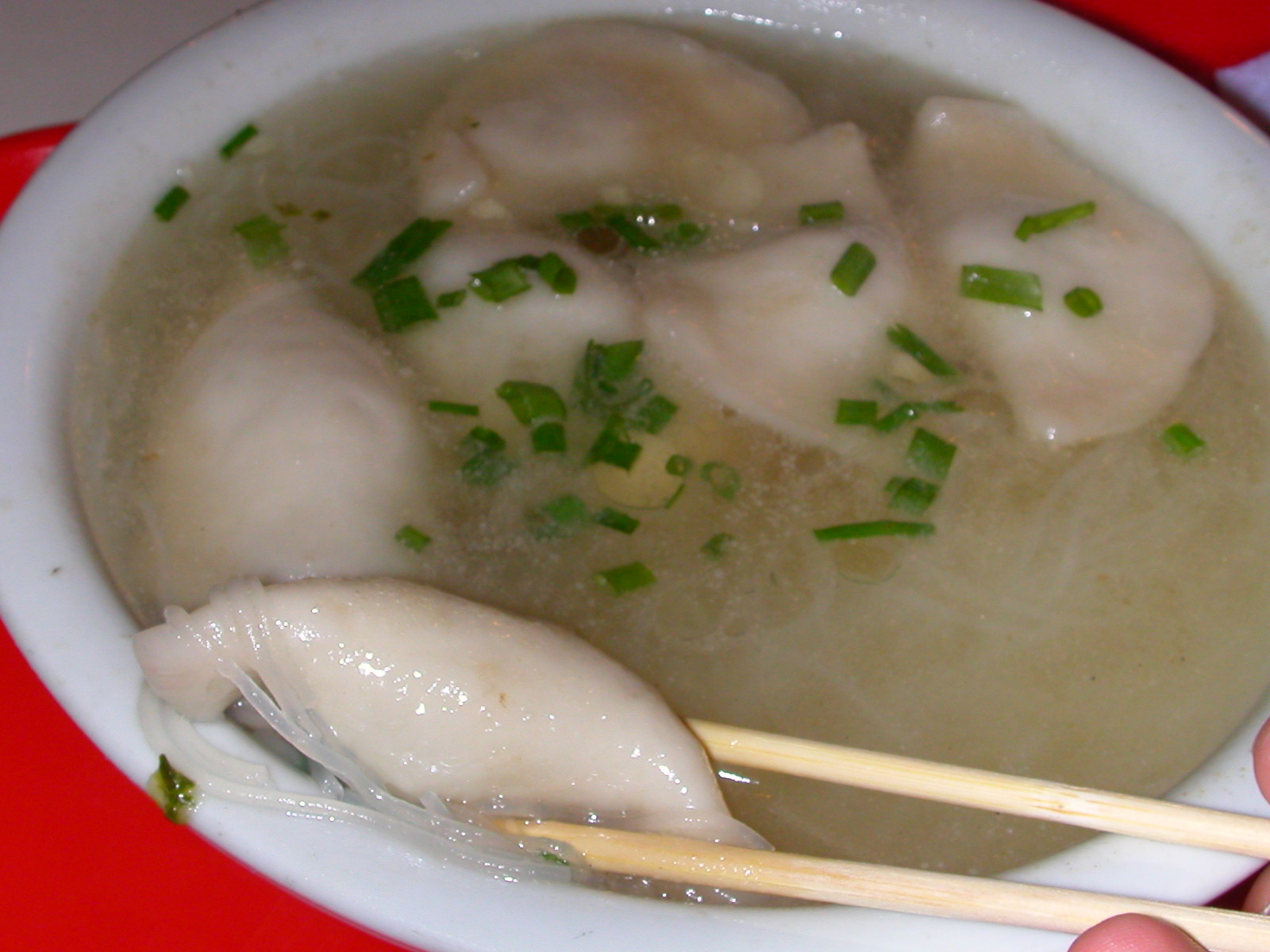
به‌صورت سوپ
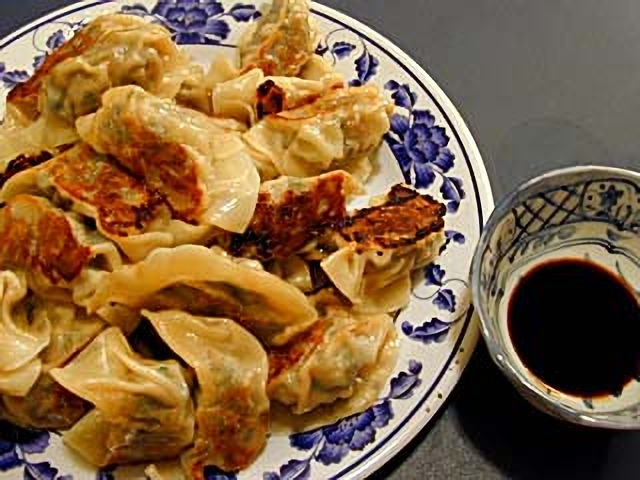
به‌صورت روغن پزی عمیق
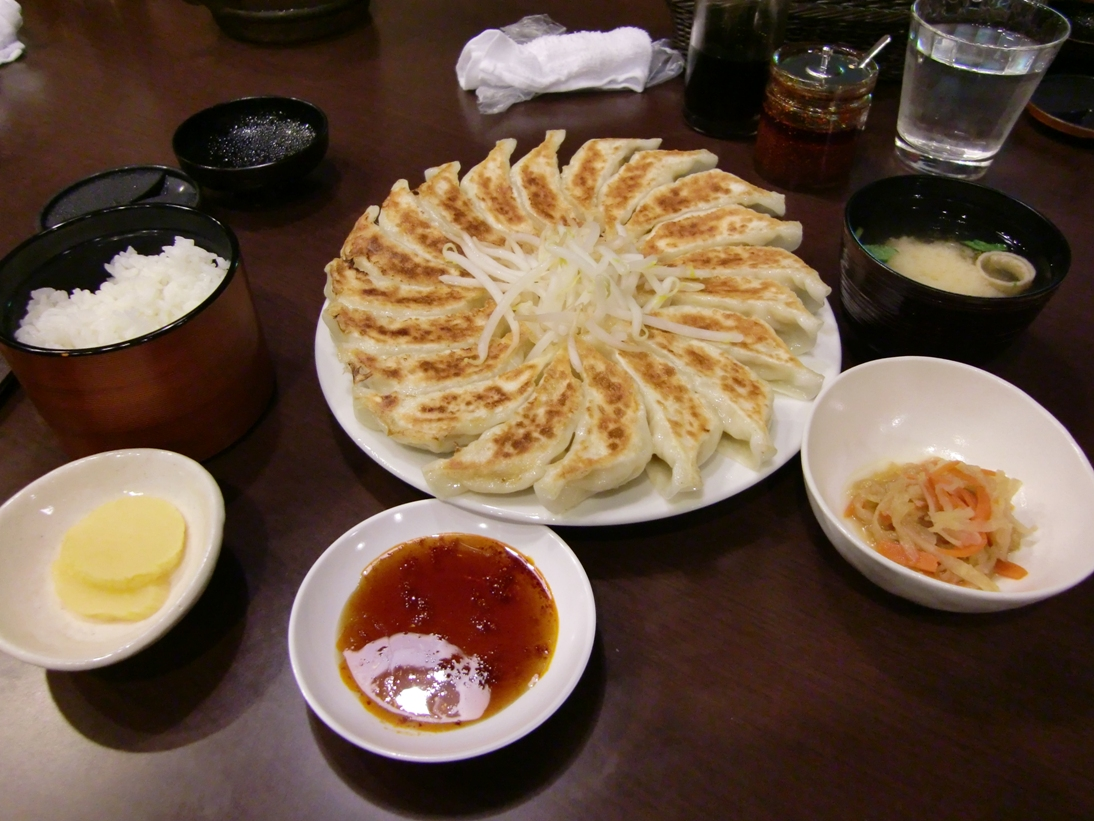
به‌صورت سرخ شده